# Billy (Calvados)
Billy és un municipi francès situat al departament de Calvados i a la regió de Normandia. L'any 2007 tenia 332 habitants.

## Demografia

### Població
El 2007 la població de fet de Billy era de 332 persones. Hi havia 112 famílies de les quals 20 eren unipersonals (12 homes vivint sols i 8 dones vivint soles), 32 parelles sense fills, 52 parelles amb fills i 8 famílies monoparentals amb fills.
La població ha evolucionat segons el següent gràfic:
Habitants censats

### Habitatges
El 2007 hi havia 123 habitatges, 117 eren l'habitatge principal de la família, 3 eren segones residències i 3 estaven desocupats. Tots els 122 habitatges eren cases. Dels 117 habitatges principals, 110 estaven ocupats pels seus propietaris i 7 estaven llogats i ocupats pels llogaters; 3 tenien dues cambres, 6 en tenien tres, 28 en tenien quatre i 81 en tenien cinc o més. 99 habitatges disposaven pel capbaix d'una plaça de pàrquing. A 41 habitatges hi havia un automòbil i a 71 n'hi havia dos o més.

### Piràmide de població
La piràmide de població per edats i sexe el 2009 era:
| Homes | Edats   | Dones |
| ----- | ------- | ----- |
| 0     | 95 o +  | 0     |
| 0     | 90 a 94 | 4     |
| 0     | 85 a 89 | 0     |
| 0     | 80 a 84 | 0     |
| 8     | 75 a 79 | 4     |
| 0     | 70 a 74 | 4     |
| 4     | 65 a 69 | 4     |
| 8     | 60 a 64 | 8     |
| 0     | 55 a 59 | 8     |
| 20    | 50 a 54 | 12    |
| 16    | 45 a 49 | 24    |
| 12    | 40 a 44 | 8     |
| 8     | 35 a 39 | 12    |
| 8     | 30 a 34 | 8     |
| 0     | 25 a 29 | 0     |
| 12    | 20 a 24 | 20    |
| 0     | 15 a 19 | 20    |
| 20    | 10 a 14 | 32    |
| 12    | 5 a 9   | 8     |
| 8     | 0 a 4   | 4     |

## Economia
El 2007 la població en edat de treballar era de 217 persones, 152 eren actives i 65 eren inactives. De les 152 persones actives 144 estaven ocupades (79 homes i 65 dones) i 8 estaven aturades (8 dones i 8 dones). De les 65 persones inactives 26 estaven jubilades, 20 estaven estudiant i 19 estaven classificades com a «altres inactius».

### Ingressos
El 2009 a Billy hi havia 116 unitats fiscals que integraven 323,5 persones, la mediana anual d'ingressos fiscals per persona era de 19.952 €.

### Activitats econòmiques
Dels 10 establiments que hi havia el 2007, 3 eren d'empreses extractives, 2 d'empreses de construcció, 4 d'empreses de comerç i reparació d'automòbils i 1 d'una empresa immobiliària.
Dels 4 establiments de servei als particulars que hi havia el 2009, 1 era un taller de reparació d'automòbils i de material agrícola, 1 paleta, 1 lampisteria i 1 agència immobiliària.
L'any 2000 a Billy hi havia 8 explotacions agrícoles que ocupaven un total de 708 hectàrees.

## Equipaments sanitaris i escolars
El 2009 hi havia una escola elemental integrada dins d'un grup escolar amb les comunes properes formant una escola dispersa.

## Poblacions més properes
El següent diagrama mostra les poblacions més properes.